# Los Berros
Los Berros – jednostka osadnicza w Stanach Zjednoczonych, w stanie Kalifornia, w hrabstwie San Luis Obispo.